# Danh sách đĩa đơn quán quân Hot 100 năm 2022 (Mỹ)

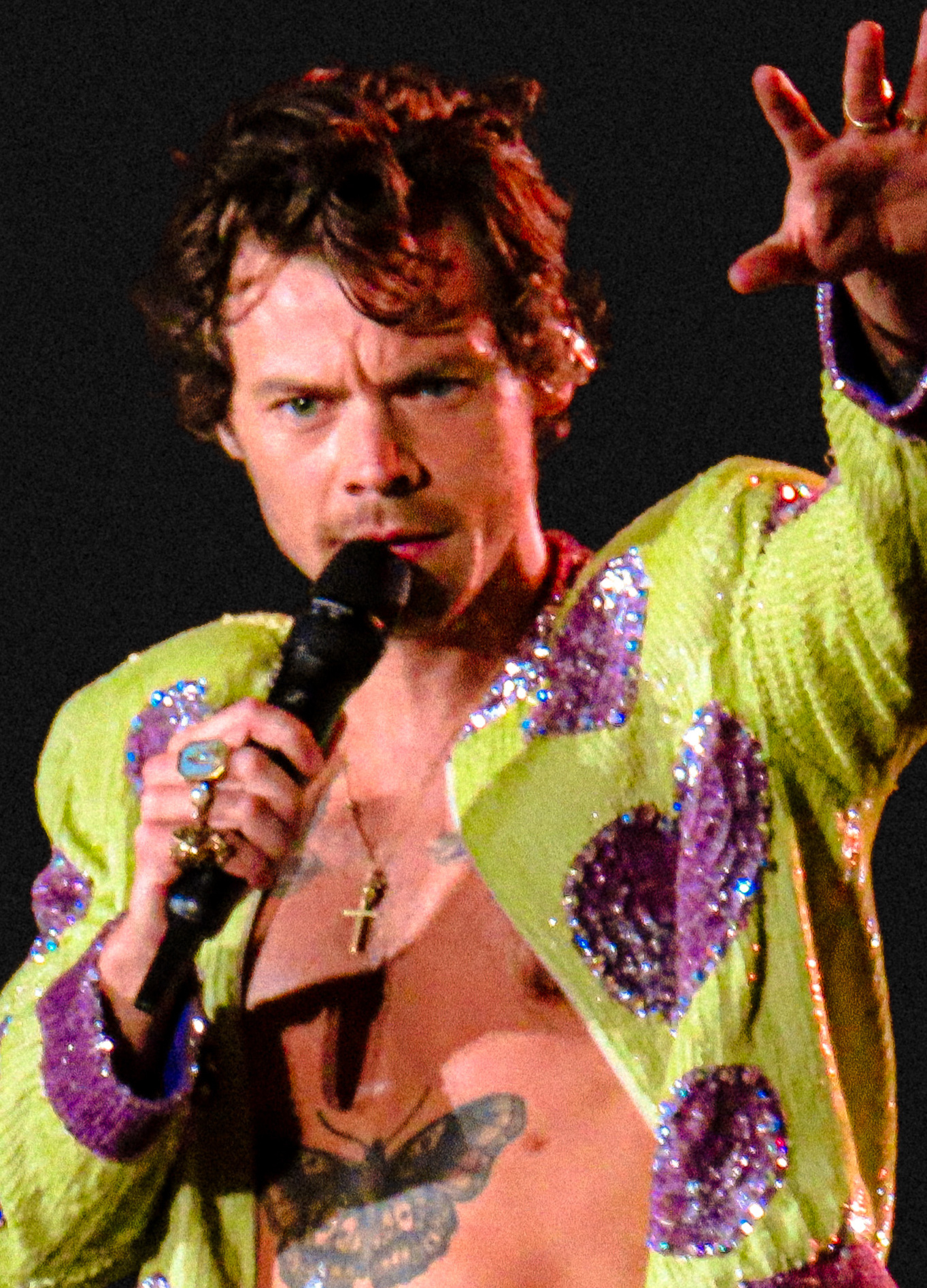
"As It Was" của ca sĩ Anh Harry Styles đứng đầu Hot 100 trong 15 tuần, trở thành bài hát quán quân của một ca sĩ hát đơn trụ vững lâu nhất trong lịch sử Hot 100 lúc bấy giờ.

Billboard Hot 100 là một bảng xếp hạng liệt kê theo thứ tự các bài hát nổi bật nhất tại thị trường Hoa Kỳ. Số liệu của bảng xếp hạng này được MRC Data tổng hợp và xuất bản hàng tuần bởi tạp chí Billboard, dựa trên tổng doanh số bán đĩa vật lý và lượt tải kỹ thuật số hàng tuần, tần suất phát sóng trên các đài phát thanh của Hoa Kỳ và lượt phát trực tuyến trên các dịch vụ âm nhạc trực tuyến.
"We Don't Talk About Bruno" (2021) từ album nhạc phim của bộ phim hoạt hình Encanto năm 2021 được sản xuất bởi hãng Disney đánh dấu đĩa đơn quán quân thứ hai ra mắt trên Hot 100 cho một bộ phim hoạt hình Disney sau "A Whole New World" của Aladdin năm 1992. Đĩa đơn được thể hiện bởi Adassa, Stephanie Beatriz, Mauro Castillo, Rhenzy Feliz, Carolina Gaitán, Diane Guerrero và dàn diễn viên của Encanto và đã phá vỡ kỷ lục mọi thời đại cho đĩa đơn quán quân được thể hiện bởi nhiều nghệ sĩ nhất với 7 nghệ sĩ.

## Lịch sử xếp hạng
| Bài hát có thành tính tốt nhất năm 2022 | Bài hát có thành tích tốt nhất năm 2022 |

| TT.  | Ấn bản ngày | Bài hát                           | Nghệ sĩ | Nguồn           |
| ---- | ----------- | --------------------------------- | --- | --------------- |
| lại  | 1 tháng 1   | "All I Want for Christmas Is You" | Mariah Carey | [ 3 ] [ 4 ]     |
| lại  | 8 tháng 1   | "All I Want for Christmas Is You" | Mariah Carey | [ 5 ] [ 6 ]     |
| lại  | 15 tháng 1  | "Easy on Me"                      | Adele | [ 7 ] [ 8 ]     |
| lại  | 22 tháng 1  | "Easy on Me"                      | Adele | [ 9 ] [ 10 ]    |
| lại  | 29 tháng 1  | "Easy on Me"                      | Adele | [ 11 ] [ 12 ]   |
| 1133 | 5 tháng 2   | "We Don't Talk About Bruno"       | Carolina Gaitán, Mauro Castillo, Adassa, Rhenzy Feliz, Diane Guerrero, Stephanie Beatriz và dàn diễn viên của Encanto | [ 1 ] [ 13 ]    |
| 1133 | 12 tháng 2  | "We Don't Talk About Bruno"       | Carolina Gaitán, Mauro Castillo, Adassa, Rhenzy Feliz, Diane Guerrero, Stephanie Beatriz và dàn diễn viên của Encanto | [ 14 ] [ 15 ]   |
| 1133 | 19 tháng 2  | "We Don't Talk About Bruno"       | Carolina Gaitán, Mauro Castillo, Adassa, Rhenzy Feliz, Diane Guerrero, Stephanie Beatriz và dàn diễn viên của Encanto | [ 16 ] [ 17 ]   |
| 1133 | 26 tháng 2  | "We Don't Talk About Bruno"       | Carolina Gaitán, Mauro Castillo, Adassa, Rhenzy Feliz, Diane Guerrero, Stephanie Beatriz và dàn diễn viên của Encanto | [ 18 ] [ 19 ]   |
| 1133 | 5 tháng 3   | "We Don't Talk About Bruno"       | Carolina Gaitán, Mauro Castillo, Adassa, Rhenzy Feliz, Diane Guerrero, Stephanie Beatriz và dàn diễn viên của Encanto | [ 20 ] [ 21 ]   |
| 1134 | 12 tháng 3  | "Heat Waves"                      | Glass Animals | [ 22 ] [ 23 ]   |
| 1134 | 19 tháng 3  | "Heat Waves"                      | Glass Animals | [ 24 ] [ 25 ]   |
| 1134 | 26 tháng 3  | "Heat Waves"                      | Glass Animals | [ 26 ] [ 27 ]   |
| 1134 | 2 tháng 4   | "Heat Waves"                      | Glass Animals | [ 28 ] [ 29 ]   |
| 1134 | 9 tháng 4   | "Heat Waves"                      | Glass Animals | [ 30 ] [ 31 ]   |
| 1135 | 16 tháng 4  | "As It Was"                       | Harry Styles | [ 32 ] [ 33 ]   |
| 1136 | 23 tháng 4  | "First Class"                     | Jack Harlow | [ 34 ] [ 35 ]   |
| lại  | 30 tháng 4  | "As It Was"                       | Harry Styles | [ 36 ] [ 37 ]   |
| lại  | 7 tháng 5   | "As It Was"                       | Harry Styles | [ 38 ] [ 39 ]   |
| 1137 | 14 tháng 5  | "Wait for U"                      | Future hợp tác với Drake và Tems                                                                                      | [ 40 ] [ 41 ]   |
| lại  | 21 tháng 5  | "First Class"                     | Jack Harlow | [ 42 ] [ 43 ]   |
| lại  | 28 tháng 5  | "First Class"                     | Jack Harlow | [ 44 ] [ 45 ]   |
| lại  | 4 tháng 6   | "As It Was"                       | Harry Styles | [ 46 ] [ 47 ]   |
| lại  | 11 tháng 6  | "As It Was"                       | Harry Styles | [ 48 ] [ 49 ]   |
| lại  | 18 tháng 6  | "As It Was"                       | Harry Styles | [ 50 ] [ 51 ]   |
| lại  | 25 tháng 6  | "As It Was"                       | Harry Styles | [ 52 ] [ 53 ]   |
| 1138 | 2 tháng 7   | "Jimmy Cooks"                     | Drake hợp tác với 21 Savage                                                                                           | [ 54 ] [ 55 ]   |
| lại  | 9 tháng 7   | "As It Was"                       | Harry Styles | [ 56 ] [ 57 ]   |
| lại  | 16 tháng 7  | "As It Was"                       | Harry Styles | [ 58 ] [ 59 ]   |
| lại  | 23 tháng 7  | "As It Was"                       | Harry Styles | [ 60 ] [ 61 ]   |
| 1139 | 30 tháng 7  | "About Damn Time"                 | Lizzo | [ 62 ] [ 63 ]   |
| 1139 | 6 tháng 8   | "About Damn Time"                 | Lizzo | [ 64 ] [ 65 ]   |
| 1140 | 13 tháng 8  | "Break My Soul"                   | Beyoncé | [ 66 ] [ 67 ]   |
| 1140 | 20 tháng 8  | "Break My Soul"                   | Beyoncé | [ 68 ] [ 69 ]   |
| 1141 | 27 tháng 8  | "Super Freaky Girl"               | Nicki Minaj | [ 70 ] [ 71 ]   |
| lại  | 3 tháng 9   | "As It Was"                       | Harry Styles | [ 72 ] [ 73 ]   |
| lại  | 10 tháng 9  | "As It Was"                       | Harry Styles | [ 74 ] [ 75 ]   |
| lại  | 17 tháng 9  | "As It Was"                       | Harry Styles | [ 76 ] [ 77 ]   |
| lại  | 24 tháng 9  | "As It Was"                       | Harry Styles | [ 78 ] [ 79 ]   |
| lại  | 1 tháng 10  | "As It Was"                       | Harry Styles | [ 80 ] [ 81 ]   |
| 1142 | 8 tháng 10  | "Bad Habit"                       | Steve Lacy | [ 82 ] [ 83 ]   |
| 1142 | 15 tháng 10 | "Bad Habit"                       | Steve Lacy | [ 84 ] [ 85 ]   |
| 1142 | 22 tháng 10 | "Bad Habit"                       | Steve Lacy | [ 86 ] [ 87 ]   |
| 1143 | 29 tháng 10 | "Unholy"                          | Sam Smith và Kim Petras                                                                                               | [ 88 ] [ 89 ]   |
| 1144 | 5 tháng 11  | "Anti-Hero"                       | Taylor Swift | [ 90 ] [ 91 ]   |
| 1144 | 12 tháng 11 | "Anti-Hero"                       | Taylor Swift | [ 92 ] [ 93 ]   |
| 1144 | 19 tháng 11 | "Anti-Hero"                       | Taylor Swift | [ 94 ] [ 95 ]   |
| 1144 | 26 tháng 11 | "Anti-Hero"                       | Taylor Swift | [ 96 ] [ 97 ]   |
| 1144 | 3 tháng 12  | "Anti-Hero"                       | Taylor Swift | [ 98 ] [ 99 ]   |
| 1144 | 10 tháng 12 | "Anti-Hero"                       | Taylor Swift | [ 100 ] [ 101 ] |
| lại  | 17 tháng 12 | "All I Want for Christmas Is You" | Mariah Carey | [ 102 ] [ 103 ] |
| lại  | 24 tháng 12 | "All I Want for Christmas Is You" | Mariah Carey | [ 104 ] [ 105 ] |
| lại  | 31 tháng 12 | "All I Want for Christmas Is You" | Mariah Carey | [ 106 ] [ 107 ] |